# Kathryn Leigh Scott
Kathryn Leigh Scott, geboren als Marlene Kathryn Kringstad (Robbinsdale, Minnesota, 26 januari 1945) is een Amerikaans film- en televisieactrice.

## Biografie
In aanloop naar een carrière in Hollywood, werkte Scott als Playboy bunny en veranderde ze haar naam in Kathryn Leigh Scott. In 1966 werd ze gecast voor de rol van Maggie Evans in de televisieserie Dark Shadows. Ook had ze daarin optredens als Josette du Pres Collins, Rachel Drummond, Kitty Soames en Maggie Collins (de met Quentin Collins getrouwde Maggie Evans).
Ze was te zien in House of Dark Shadows (1970), een film gebaseerd op de serie Dark Shadows. In september van datzelfde jaar besloot ze om de serie te verlaten om naar Frankrijk te verhuizen met haar vriend Ben Martin, waarmee ze later trouwde. Enkele maanden later stopte in april 1971 Dark Shadows na vijf jaar.
Na Dark Shadows had ze gastoptredens in series als Quincy, Magnum, P.I., Cagney and Lacey (waarin haar toenmalige tegenspeler in Dark Shadows John Karlen Harvey Lacey speelde, de man van Mary Beth Lacy (Tyne Daly)), Matlock, The Incredible Hulk, The A-Team, en Star Trek: The Next Generation. Ook speelde ze in films, waaronder The Great Gatsby (1974) met Robert Redford en Mia Farrow en One Eight Seven (1997).

## Filmografie
Het betreft hier slechts een kleine selectie
- 1974 - The Great Gatsby - Catherine
- 1979 - The Incredible Hulk: A Solitary Place - Gail Collins
- 1981 - Magnum, P.I.: The Black Orchid - Christie DeBolt
- 1985 - Cagney and Lacey: Play It Again, Santa - Barbara Cody
- 1986 - The A-Team: The Little Town with an Accent - Sheriff Annie Plummer
- 1989 - Star Trek: The Next Generation: Who Watches the Watchers - Nuria
- 1989 - Matlock - Janice Barelli (1989-1990)
- 1997 - One Eight Seven - Engelse vrouw